# 안성맞춤휴게소
안성맞춤휴게소(安城맞춤休憩所 / Anseong Matchum Service Area)는 경기도 안성시 서운면 신능리 에 평택제천고속도로의 휴게소이다. 양방향 모두 휴게소가 존재한다. 주소는 평택 방향의 경우 경기도 안성시 서운면 평택제천고속도로 41, 제천 방향의 경우 경기도 안성시 서운면 평택제천고속도로 40이다.

## 시설
- 주차장
- 화장실
- 약국
- 수유실
- 식당
- 브랜드매장 : 롯데리아
- 정유소: EX-OIL (양방향)
- LPG충전소 : GS칼텍스(양방향), 알뜰주유소
- 현금 자동 입출금기
- 전기차충전소

## 다음 휴게소
- 평택제천고속도로 금왕휴게소 39km

## 전후
평택 방향
- 남안성 나들목 ← 안성맞춤휴게소 ← 북진천 나들목
- 평택휴게소 ← 안성맞춤휴게소 ← 금왕휴게소

제천 방향
- 남안성 나들목 → 안성맞춤휴게소 → 북진천 나들목
- 평택휴게소 → 안성맞춤휴게소 → 금왕휴게소